# Ljiljana Pirolić
Ljiljana Pirolić jest bosanskohercegovačka novinarka i književnica. Rođena je u Višegradu, a diplomirala je novinarstvo na Fakultetu političkih znanosti u Sarajevu. Radila je kao radijski novinar u emisijama Radija Sarajevo do 1994. godine. Nakon toga postala je dopisnik iz Sarajeva njemačkih medijskih kuća WDR iz Kölna i Deutsche Welle iz Bonna. Prvi roman Casino Sarajevo objavila je 2010. godine, a za njega je nagrađena nagradom Fondacije za izdavaštvo FBiH za 2010. godinu.